# كأس الاتحاد الإنجليزي 1908–09
كأس الاتحاد الإنجليزي 1908–09 (بالإنجليزية: 1908–09 FA Cup)‏ هو الموسم 38 من  كأس الاتحاد الإنجليزي. أقيم خلال الفترة 12 سبتمبر 1908 وحتى 24 أبريل 1909، والذي يشرف على تنظيمه الاتحاد الإنجليزي لكرة القدم، وكان عدد الأندية المشاركة فيه  64، وفاز فيه مانشستر يونايتد.